# Виттекс
Витебская текстильная фабрика (КУПП «Виттекс» (сокращение от «Витебский текстиль»); бел. Віцебская тэкстыльная фабрыка; КУВП «Віцьтэкс») — белорусское текстильное предприятие, располагавшееся в Витебске. В 2012 году ликвидировано в результате банкротства и неудавшейся санации.

## История
В 1946 году в Витебске была создана артель «Красный кожевник» (бел. Чырвоны гарбар). В 1954 году артель «Красный кожевник» преобразована в артель «Текстильщик». В 1960 году артель была преобразована в Витебскую текстильную фабрику. В 1976 году фабрика стала головным предприятием Витебского текстильного производственного объединения. 14 октября 1991 года Витебский облсовет принял решение о передаче Витебского текстильного производственного объединения в коммунальную собственность Управлению местной промышленности Витебского облисполкома. В том же году было переименовано в «Виттекс». Предприятие специализировалось на производстве полушерстяных, махровых, хлопчатобумажных тканей, ковровых и швейных изделий.
В 1990-е — 2000-е годы предприятие столкнулось с экономическими проблемами. В 2005 году кредиторская задолженность превышала дебиторскую в 5 раз, коэффициент обеспеченности оборотными средствами был отрицательным, долги предприятия перед РУП «Витебскэерго» взыскивались через суд. В результате были приняты меры по финансовому оздоровлению предприятия, а суд установил для КУПП «Виттекс» трёхлетний защитный период. В 2007 году по инициативе предприятия было возбуждено дело о банкротстве. В мае 2008 года суд установил срок санации до ноября 2009 года, впоследствии был продлён до ноября 2010 года. Однако, несмотря на оптимизацию производства и сокращение численности сотрудников до 38 человек, компания осталась убыточной, и единственным источником средств для выплаты долгов являлась распродажа имущества (было проведено 36 аукционов). Производственные мощности предприятия были сосредоточены в бывших электро- и махровом цехах, их загрузка составляла 10 %, а большая часть производственных помещений площадью 7,5 тыс. м² была законсервирована. В результате была начата процедура ликвидации компании. 19 марта 2012 года КУПП «Виттекс» было ликвидировано.